# 양산 통도사 삼화상 진영
양산 통도사 삼화상 진영(梁山 通度寺 三和尙 眞影)은 대한민국 경상남도 양산시 하북면 지산리 통도사에 보존되어 있는 3폭의 초상화로, 각각 지공(?∼1363)과 나옹(1320∼1376), 무학대사(1327∼1405)의 모습을 그린 그림이다. 
1990년 12월 20일 경상남도의 유형문화재 제277호 통도사 삼화상 진영으로 지정되었다가, 2018년 12월 20일 현재의 명칭으로 변경되었다.

## 개요
통도사에 보존되어 있는 3폭의 초상화로, 각각 지공(?∼1363)과 나옹(1320∼1376), 무학대사(1327∼1405)의 모습을 그린 그림이다.
이들은 고려 후기의 개혁파로 잘 알려진 승려들로서, 지공은 나옹에게, 나옹은 무학에게 불법을 전하였다. 조선시대의 불교억제정책에도 불구하고 신앙의 한 대상이 되어 여러 곳에 그들의 초상화를 모셨던 것으로 보인다.
3폭의 초상화는 지공의 상을 중앙에 안치하고 그 오른쪽에 나옹을, 왼쪽에 무학을 안치하였는데 세 분 모두 의자에 앉아있는 전신좌상이다. 지공은 머리에 금색 관을 쓰고 오른손에는 아홉 알의 굵은 염주를 쥐고 있으며 약간 오른쪽을 바라보고 있다. 왼손으로 긴 불자를 들고 있으며 얼굴은 인자한 모습이다. 나옹은 얼굴과 몸을 왼쪽으로 돌려 중앙을 향하고 있는데 왼손으로 긴 주장자를 비껴들고 먼 곳을 주시하면서 사색에 잠겨 있는 듯 하다. 무학은 얼굴과 몸을 오른쪽으로 돌려 지공이 있는 중앙을 바라보게 하였으며, 오른손으로 주장자를 비껴들고 왼손으로 의자 손잡이를 잡고 있다. 예리한 두 눈과 꼭 다문 입에서 수행자의 면모를 보이고 있는 작품으로, 조선 순조 7년(1807)에 제작된 것이다.
각 폭 당 길이 146㎝, 폭 75㎝의 크기로, 비단 바탕에 채색하여 그렸는데, 다른 사찰에 봉안되어 있는 이들의 상에 비해 제작연대가 확실하고 작품의 품격도 훨씬 높다.

## 같이 보기
- 지공
- 나옹
- 무학대사

## 참고 문헌
- 양산 통도사 삼화상 진영 - 국가유산청 국가유산포털